# الکساندر مدوید
الکساندر واسیلیویچ مدوید (به روسی: Алекса́ндр Васи́льевич Медве́дь) (۱۶ سپتامبر ۱۹۳۷ – ۲ سپتامبر ۲۰۲۴) کشتی‌گیر آزادکار اوکراینی‌تبار اهل بلاروس شوروی بود. او توانسته ۳ مدال طلای المپیک ۱۹۶۴ توکیو، المپیک ۱۹۶۸ مکزیکوسیتی و المپیک ۱۹۷۲ مونیخ و هفت بار قهرمانی جهان را بدست بیاورد و فیلا او را «یکی از بهترین آزادکاران تاریخ» معرفی کرده است.

## مسابقات کشتی مدوید
او از دوستان و هم دوره غلامرضا تختی بود. برای نکوداشت او از سال ۱۹۷۰ مسابقات سالانه کشتی آزاد مردان (و بعدها مسابقات کشتی آزاد زنان هم اضافه شد) در بلاروس برای یادبود او برگزار می‌شود. تا کنون بیش از ۵۰ دوره مسابقات مدوید برگزار شده است.